# Marengmang
Marengmang is een bestuurslaag in het regentschap Subang van de provincie West-Java, Indonesië. Marengmang telt 6293 inwoners (volkstelling 2010).